# St Lawrence (Essex)
St Lawrence è un villaggio e parrocchia civile dell'Inghilterra, appartenente alla contea dell'Essex.